# Vibert-Douglas Patera
La Vibert-Douglas Patera è una struttura geologica della superficie di Venere.